# 4 ragioni per innamorarsi di lui
4 ragioni per innamorarsi di lui (アイツに恋した４つの理由?, Aitsu ni koishita 4 tsunowake) è un manga shōjo scritto e disegnato da Mayumi Yokoyama, pubblicato in Giappone sulla rivista Betsucomi ed in seguito raccolto dalla Shogakukan in un unico volume tankōbon. In Italia è stato pubblicato dalla Flashbook.

## Trama
Il volume tratta di 4 storie autoconclusive nelle quali la protagonista, sempre diversa, cerca di trovare il vero amore. Si avranno perciò le scene più varie, unite alla comicità unica della mangaka, tutte accomunate da un unico scopo: la ricerca della vera persona da amare.